# Bon Voyage
 Bon Voyage és un curtmetratge de propaganda britànic dirigit per Alfred Hitchcock, estrenada el 1944.

## Argument
La pel·lícula comença en un despatx d'oficines d'informació franceses a Londres.
Un oficial, del segon Bureau, ajudat del seu homòleg anglès interroga John Dougall, sergent de la RAF, que ha fugit d'Alemanya en companyia d'un altre presoner, sobre les condicions de la seva arribada a la capital londinenca.
A Reims, Stéphane, el copresoner amb el qual s'havia evadit, mentre intenta posar-se en contacte amb una xarxa de resistents, és localitzat per un home de la milícia. Aconsegueix abatre l'individu i trobar-se amb John Dougall que l'espera a l'entrada de la ciutat.
Després d'una breu discussió, els dos homes decideixen tornar enrere per fer desaparèixer el cos. Però la resistència ha passat abans d'ells.
Finalment, els dos resistents que s'estan encarregats del mort els donen indicacions que els condueixen fins a una granja des d'on John Dougall s'envola cap a Anglaterra.
En la segona part de la pel·lícula, l'oficial revela a John Dougall que els esdeveniments no s'han desenvolupat com ho creu, que sota l'aparent realitat s'amaga una altra realitat!
De fet Stéphane era un agent de la Gestapo i si ha abatut un membre de la milícia no era més que amb l'objectiu d'atreure l'atenció de la resistència. Així la Gestapo ha pogut infiltrar la xarxa de combatents i desmantellar-la.
Si John Dougall ha pogut tornar a Londres no és perquè no hi havia més que un lloc a l'avió sinó perquè Stéphane no podia marxar de França i perquè volia utilitzar John Dougall com a missatger.

## Repartiment
- John Blythe
- The Moliere Players (tropa d'actors francesos refugiats a Anglaterra)

## Anàlisi
El curtmetratge, en francès, és una de les dues pel·lícules de propaganda d'Alfred Hitchcock. Produït pel Minister of Information només per donar suport a la Resistència francesa.